# Copa do Brasil 2014
Der Copa do Brasil 2014 war die 26. Austragung dieses nationalen Fußball-Pokal-Wettbewerbs in Brasilien. Die Copa wurde vom Brasilianischen Sportverband, dem CBF, ausgerichtet. Der Pokalsieger war als Teilnehmer an der Copa Libertadores 2015 qualifiziert.
Die Erhöhung der Teilnehmerzahl auf 87 aus dem Vorjahr, ließ der Verband bestehen. Ebenso die Regelung, dass der Pokalsieger über fast das gesamte Jahr ermittelt werden sollte. Die wegen ihrer Teilnahme an der Copa Libertadores 2014, nicht mitspielenden Klubs, traten im Achtelfinale in den Wettbewerb ein.
Acht Mannschaften, welche sich nicht für das Achtelfinale qualifizierten, nahmen an der Copa Sudamericana 2014 teil. Die Startplätze wurden nach der aktuellen Leistung im Ligawettbewerb vergeben.

## Teilnehmer
Das Teilnehmerfeld bestand aus:

### Copa Libertadores Teilnehmer
Sechs Klubs, die an der Copa Libertadores 2014 teilnahmen, traten ab dem Achtelfinale dem Wettbewerb bei.
- Atlético Mineiro
- Athletico Paranaense
- Botafogo FR
- Cruzeiro EC
- CR Flamengo
- Grêmio FBPA

### Teilnehmer Staatsmeisterschaften
71 Teilnehmer kamen aus den Fußballmeisterschaften der Bundesstaaten von Brasilien oder deren Pokalwettbewerben. Im Gegensatz zum Vorjahr erhielt der Verband des Bundesdistiktes nur noch zwei anstatt drei Startplätze. Dafür wurden dem Verband von Mato Grosso ein Platz mehr zugesprochen (drei statt zwei).
| Bundesstaat         | Klub                               | Qualifizierung                     |
| ------------------- | ---------------------------------- | ---------------------------------- |
| Acre                | Plácido de Castro FC               | Staatsmeister 2013                 |
| Acre                | Rio Branco FC (AC)                 | Vize-Staatsmeister 2013            |
| Alagoas             | Clube de Regatas Brasil            | Staatsmeister 2013                 |
| Alagoas             | CS Alagoano                        | Vize-Staatsmeister 2013            |
| Alagoas             | AA Santa Rita                      | Vorrundenbester Staatsmeister 2013 |
| Amapá               | Santos FC (AP)                     | Staatsmeister 2013                 |
| Amazonas            | Princesa do Solimões EC            | Staatsmeister 2013                 |
| Amazonas            | Nacional FC (AM)                   | Vize-Staatsmeister 2013            |
| Bahia               | EC Vitória                         | Staatsmeister 2013                 |
| Bahia               | Juazeiro SC                        | Vize-Staatsmeister 2013            |
| Bahia               | AD Bahia de Feira                  | Staatspokal Sieger 2013            |
| Brasília            | Brasiliense FC                     | Staatsmeister 2013                 |
| Brasília            | Brasília FC                        | Vize-Staatsmeister 2013            |
| Ceará               | Ceará SC                           | Staatsmeister 2013                 |
| Ceará               | Horizonte FC                       | Vorrundenbester Staatsmeister 2013 |
| Ceará               | Barbalha FC                        | Staatspokal Sieger 2013            |
| Espírito Santo      | AD Ferroviária Vale do Rio Doce    | Staatsmeister 2013                 |
| Espírito Santo      | Real Noroeste Capixaba FC          | Staatspokal Sieger 2013            |
| Goiás               | Goiás EC                           | Staatsmeister 2013                 |
| Goiás               | Atlético Goianiense                | Vize-Staatsmeister 2013            |
| Goiás               | Goianésia EC                       | 3. Staatsmeister 2013              |
| Maranhão            | Maranhão AC                        | Staatsmeister 2013                 |
| Maranhão            | Sampaio Corrêa FC                  | Staatspokalsieger 2013             |
| Mato Grosso         | Cuiabá EC                          | Staatsmeister 2013                 |
| Mato Grosso         | Mixto EC                           | Vize-Staatsmeister 2013            |
| Mato Grosso         | Rondonópolis EC                    | Staatspokal Sieger 2013            |
| Mato Grosso do Sul  | CE Nova Esperança                  | Staatsmeister 2013                 |
| Mato Grosso do Sul  | CE Naviraiense                     | Vize-Staatsmeister 2013            |
| Minas Gerais        | Villa Nova AC                      | 3. Staatsmeister 2013              |
| Minas Gerais        | Tombense FC                        | 4. Staatsmeister 2013              |
| Minas Gerais        | Tupi FC                            | 5. Staatsmeister 2013              |
| Minas Gerais        | AA Caldense                        | 6. Staatsmeister 2013              |
| Pará                | Paysandu SC                        | Staatsmeister 2013                 |
| Pará                | Paragominas FC                     | Vize-Staatsmeister 2013            |
| Pará                | Clube do Remo                      | 3. Staatsmeister 2013              |
| Paraíba             | Botafogo FC (PB)                   | Staatsmeister 2013                 |
| Paraíba             | FC Treze                           | Vize-Staatsmeister 2013            |
| Paraná              | Coritiba FC                        | Staatsmeister 2013                 |
| Paraná              | Londrina EC                        | 3. Staatsmeister 2013              |
| Paraná              | Paraná Clube                       | 4. Staatsmeister 2013              |
| Paraná              | J. Malucelli Futebol               | 5. Staatsmeister 2013              |
| Pernambuco          | Santa Cruz FC                      | Staatsmeister 2013                 |
| Pernambuco          | Sport Recife                       | Vize-Staatsmeister 2013            |
| Pernambuco          | Náutico Capibaribe                 | 3. Staatsmeister 2013              |
| Piauí               | Parnahyba SC                       | Staatsmeister 2013                 |
| Piauí               | EC Flamengo                        | Staatspokal Sieger 2013            |
| Rio de Janeiro      | Fluminense FC                      | 3. Staatsmeister 2013              |
| Rio de Janeiro      | CR Vasco da Gama                   | 4. Staatsmeister 2013              |
| Rio de Janeiro      | Resende FC                         | 5. Staatsmeister 2013              |
| Rio de Janeiro      | Boavista SC                        | 6. Staatsmeister 2013              |
| Rio de Janeiro      | Duque de Caxias FC                 | Sieger Staatspokal 2013            |
| Rio Grande do Norte | ACD Potiguar                       | Staatsmeister 2013                 |
| Rio Grande do Norte | América FC (RN)                    | Vize-Staatsmeister 2013            |
| Rio Grande do Norte | ABC Natal                          | 3. Staatsmeister 2013              |
| Rio Grande do Sul   | SC Internacional                   | Staatsmeister 2013                 |
| Rio Grande do Sul   | CE Lajeadense                      | Vize-Staatsmeister 2013            |
| Rio Grande do Sul   | EC São Luiz                        | 4. Staatsmeister 2013              |
| Rio Grande do Sul   | EC Novo Hamburgo                   | Sieger Staatspokal 2013            |
| Rondônia            | Vilhena EC                         | Staatsmeister 2013                 |
| Roraima             | Náutico FC                         | Staatsmeister 2013                 |
| Santa Catarina      | Criciúma EC                        | Staatsmeister 2013                 |
| Santa Catarina      | Chapecoense                        | Vize-Staatsmeister 2013            |
| Santa Catarina      | Joinville EC                       | Staatspokal Sieger 2013            |
| São Paulo           | SC Corinthians                     | Staatsmeister 2013                 |
| São Paulo           | FC Santos                          | Vize-Staatsmeister 2013            |
| São Paulo           | FC São Paulo                       | 3. Staatsmeister 2013              |
| São Paulo           | Associação Portuguesa de Desportos | Sieger-Staatsmeister Série A2 2013 |
| São Paulo           | São Bernardo FC                    | Staatspokal Sieger 2013            |
| Sergipe             | CS Sergipe                         | Staatsmeister 2013                 |
| Sergipe             | Lagarto FC                         | 3. Staatspokal 2013                |
| Tocantins           | Interporto EC                      | Staatsmeister 2013                 |

### Teilnehmer CBF Ranking
Die letzten 10 Klubs ergaben aus dem CBF Ranking, welche nach den vorgenannten Teilnehmern noch nicht qualifiziert waren. Dieses waren:
| Bundesstaat | Klub             | Platz |
| ----------- | ---------------- | ----- |
| SP          | SE Palmeiras     | 11.   |
| BA          | EC Bahia         | 17.   |
| SP          | AA Ponte Preta   | 18.   |
| SC          | Avaí FC          | 23.   |
| SC          | Figueirense FC   | 25.   |
| MG          | América Mineiro  | 28.   |
| SP          | Guarani FC       | 30.   |
| AL          | AS Arapiraquense | 31.   |
| SP          | Grêmio Barueri   | 33.   |
| SP          | CA Bragantino    | 34.   |

## Saisonverlauf
Der Wettbewerb startete am 19. Februar 2014 in seine Saison und endete am 26. November 2014. Am Ende der Saison gewann der Atlético Mineiro den Titel zum ersten Mal und wurde somit der 15. Titelträger. Torschützenkönige wurden mit sechs Treffern Bill vom Ceará SC, Gabriel Barbosa vom FC Santos und Léo Gamalho vom Santa Cruz FC.
Höchste Siege
- Clube do Remo – SC Internacional: 1:6 (12. März 2014: 1. Runde Hinspiel)
- Fluminense FC – Horizonte FC: 5:0 (10. April 2014: 1. Runde Rückspiel)
- Cruzeiro EC – AA Santa Rita: 5:0 (27. August 2017: Achtelfinale Hinspiel)
- FC Santos – Botafogo FR: 5:0 (16. Oktober 2014: Viertelfinale Rückspiel)

## Modus
Der Modus bestand aus einem K.-o.-System. Für die ersten beiden Runden bestand die Regelung, dass wenn eine Mannschaft in einem Auswärts-Hinspiel mit mindestens zwei Toren unterschied gewinnt, es kein Rückspiel gibt.
Es zählte das Torverhältnis. Bei Gleichheit wurde die Auswärtstorregel angewandt. Stand nach heranziehen dieser kein Sieger fest, wurde dieser im Elfmeterschießen ermittelt.

### Auslosung
Die Auslosung der ersten Phase des Pokals fand am 10. Januar 2014 in Rio de Janeiro. Die 80 Teams wurden in acht Gruppen (A bis H) zu jeweils 10 Klubs aufgeteilt. Zur Festlegung der Reihenfolge wurde das Ranking des CBF herangezogen. Danach wurden die Paarungen zwischen den Gruppen A x E; B x F; C x D x G und H gezogen. Als Besonderheit mussten der Real Noroeste Capixaba FC und der Rio Branco FC (AC) einen Startplatz in der Gruppe ausspielen, obwohl Rio Branco als 61. im CBF-Ranking besser qualifiziert war.
Für die zweite Runde gab es eine neue Auslosung, unter Hinzunahme der sechs Starter aus der Copa Libertadores 2014.
| Topf A               | Topf B                   | Topf C                | Topf D                       |
| -------------------- | ------------------------ | --------------------- | ---------------------------- |
| SC Corinthians (2)   | EC Bahia (67)            | Paraná Clube (27)     | Joinville EC (43)            |
| CR Vasco da Gama (4) | AA Ponte Preta (18)      | América Mineiro (28)  | Santa Cruz FC (45)           |
| Fluminense FC (5)    | Portuguesa (19)          | ABC Natal (29)        | Brasiliense FC (46)          |
| SC Internacional (6) | Atlético Goianiense (20) | Guarani FC (30)       | Clube de Regatas Brasil (50) |
| FC São Paulo (7)     | Náutico Capibaribe (21)  | AS Arapiraquense (31) | Duque de Caxias FC (52)      |
| FC Santos (9)        | Ceará SC (22)            | Paysandu SC (32)      | Sampaio Corrêa FC (53)       |
| SE Palmeiras (11)    | Avaí FC (23)             | Grêmio Barueri (33)   | FC Treze (56)                |
| Goiás EC (13)        | Sport Recife (24)        | CA Bragantino (34)    | Nacional FC (AM) (60)        |
| Coritiba FC (14)     | Figueirense FC (25)      | América FC (RN) (36)  | Cuiabá EC (62)               |
| EC Vitória (16)      | Criciúma EC (26)         | Chapecoense (41)      | Tupi FC (63)                 |

| Topf E                    | Topf F                     | Topf G                  | Topf H                      |
| ------------------------- | -------------------------- | ----------------------- | --------------------------- |
| Horizonte FC (67)         | CE Naviraiense (97)        | Rio Branco FC (AC) (61) | Juazeiro SC (-)             |
| Clube do Remo (68)        | Brasília FC (98)           | Maranhão AC (124)       | Barbalha FC (-)             |
| Mixto EC (70)             | Plácido de Castro FC (103) | Paragominas FC (139)    | AA Caldense (-)             |
| CS Alagoano (71)          | Londrina EC (103)          | Goianésia EC (141)      | Interporto FC (-)           |
| Botafogo FC (PB) (77)     | Náutico FC (107)           | CE Lajeadense (143)     | Lagarto FC (-)              |
| J. Malucelli Futebol (80) | Villa Nova AC (116)        | São Bernardo FC (150)   | EC Novo Hamburgo (-)        |
| CE Nova Esperança (85)    | EC Flamengo (117)          | Santos FC (AP) (158)    | Princesa do Solimões EC (-) |
| Vilhena EC (88)           | ACD Potiguar (119)         | Boavista SC (164)       | Rondonópolis EC (-)         |
| AD Bahia de Feira (93)    | Parnahyba SC (121)         | AD Ferroviária (179)    | EC São Luiz (-)             |
| Resende FC (95)           | CS Sergipe (123)           | Alagoas (-)             | Tombense FC (-)             |

## Turnierverlauf

### Qualifikationsrunde
In der Runde wurde entschieden, welcher Klub an der Auslosung zur ersten Runde teilnehmen durfte. Die Partien wurden am 19. und 26. Februar 2014 ausgetragen.
|                           | Gesamt |                    | Hinspiel | Rückspiel |
| ------------------------- | ------ | ------------------ | -------- | --------- |
| Real Noroeste Capixaba FC | 1:2    | Rio Branco FC (AC) | 1:1      | 0:1       |

### 1. Runde
Die Spiele fanden vom 3. bis 25. April 2014 statt.
|                                 | Gesamt          |                         | Hinspiel | Rückspiel |
| ------------------------------- | --------------- | ----------------------- | -------- | --------- |
| Resende FC                      | 0:1             | CR Vasco da Gama        | 0:0      | 0:1       |
| Tombense FC                     | 2:3             | FC Treze                | 1:1      | 1:2       |
| Náutico FC                      | 1:4             | AA Ponte Preta          | 1:4      | –         |
| São Bernardo FC                 | 2:4             | Paraná Clube            | 1:1      | 1:3       |
| J. Malucelli Futebol            | 2:2 (5:3 i. E.) | EC Vitória              | 1:1      | 1:1       |
| EC Novo Hamburgo                | 3:2             | Joinville EC            | 1:0      | 2:2       |
| EC Flamengo                     | 2:3             | Atlético Goianiense     | 0:1      | 2:2       |
| AD Ferroviária Vale do Rio Doce | 2:4             | ABC Natal               | 1:0      | 1:4       |
| Mixto EC                        | 0:3             | FC Santos               | 0:0      | 0:3       |
| Princesa do Solimões EC         | 5:5             | Brasiliense FC          | 3:1      | 2:4       |
| Londrina EC                     | 3:2             | Criciúma EC             | 2:0      | 1:2       |
| Goianésia EC                    | 2:2             | Grêmio Barueri          | 2:2      | 0:0       |
| Vilhena EC                      | 0:3             | SE Palmeiras            | 0:1      | 0:2       |
| Interporto EC                   | 3:5             | Sampaio Corrêa FC       | 2:2      | 1:3       |
| CE Naviraiense                  | 1:4             | Avaí FC                 | 1:4      | –         |
| Paragominas FC                  | 0:4             | AS Arapiraquense        | 0:4      | –         |
| Horizonte FC                    | 3:6             | Fluminense FC           | 3:1      | 0:5       |
| Juazeiro SC                     | 0:2             | Tupi FC                 | 0:2      | –         |
| CS Sergipe                      | 1:1 (1:3 i. E.) | Náutico Capibaribe      | 1:0      | 0:1       |
| Boavista SC                     | 1:4             | América FC (RN)         | 1:2      | 0:2       |
| AD Bahia de Feira               | 0:2             | SC Corinthians          | 0:2      | –         |
| EC São Luiz                     | 3:4             | Nacional FC (AM)        | 2:2      | 1:2       |
| Villa Nova AC                   | 1:3             | EC Bahia                | 1:1      | 0:2       |
| Santos FC (AP)                  | 0:3             | América Mineiro         | 0:3      | –         |
| Botafogo FC (PB)                | 2:0             | Goiás EC                | 2:0      | 0:0       |
| Lagarto FC                      | 1:4             | Santa Cruz FC           | 0:1      | 1:3       |
| ACD Potiguar                    | 2:2             | Portuguesa              | 1:0      | 1:2       |
| AA Santa Rita                   | 2:1             | Guarani FC              | 0:0      | 2:1       |
| CS Alagoano                     | 0:4             | FC São Paulo            | 0:1      | 0:3       |
| Rondonópolis EC                 | 2:4             | Clube de Regatas Brasil | 2:2      | 0:2       |
| Plácido de Castro FC            | 1:3             | Figueirense FC          | 0:0      | 1:3       |
| CE Lajeadense                   | 0:1             | CA Bragantino           | 0:0      | 0:1       |
| CE Nova Esperança               | 2:4             | Coritiba FC             | 2:2      | 0:2       |
| AA Caldense                     | 4:2             | Duque de Caxias FC      | 2:0      | 2:2       |
| Brasília FC                     | 1:3             | Sport Recife            | 1:3      | –         |
| Maranhão AC                     | 3:4             | Paysandu SC             | 2:2      | 1:2       |
| Clube do Remo                   | 1:6             | SC Internacional        | 1:6      | –         |
| Barbalha FC                     | 0:2             | Cuiabá EC               | 0:0      | 0:2       |
| Parnahyba SC                    | 1:5             | Ceará SC                | 0:1      | 1:4       |
| Rio Branco FC (AC)              | 0:2             | Chapecoense             | 0:2      | –         |

### 2. Runde
|                         | Gesamt          |                      | Hinspiel | Rückspiel |
| ----------------------- | --------------- | -------------------- | -------- | --------- |
| FC Treze                | 2:3             | CR Vasco da Gama     | 1:1      | 1:2       |
| Paraná Clube            | 2:2 (7:8 i. E.) | AA Ponte Preta       | 1:1      | 1:1       |
| EC Novo Hamburgo        | 3:0             | J. Malucelli Futebol | 1:0      | 2:0       |
| ABC Natal               | 3:2             | Atlético Goianiense  | 1:1      | 2:1       |
| Princesa do Solimões EC | 3:6             | FC Santos            | 1:2      | 2:4       |
| Londrina EC             | 3:3             | Grêmio Barueri       | 0:0      | 3:3       |
| Sampaio Corrêa FC       | 2:4             | SE Palmeiras         | 2:1      | 0:3       |
| AS Arapiraquense        | 4:4             | Avaí FC              | 3:2      | 1:2       |
| Tupi FC                 | 0:3             | Fluminense FC        | 0:3      | –         |
| América FC (RN)         | 3:2             | Náutico Capibaribe   | 3:0      | 0:2       |
| Nacional FC (AM)        | 0:3             | SC Corinthians       | 0:3      | –         |
| América Mineiro         | 1:2             | EC Bahia             | 0:0      | 1:2       |
| Botafogo FC (PB)        | 2:3             | Santa Cruz FC        | 1:1      | 1:2       |
| AA Santa Rita           | 7:2             | ACD Potiguar         | 2:0      | 5:2       |
| Clube de Regatas Brasil | 2:4             | FC São Paulo         | 2:1      | 0:3       |
| CA Bragantino           | 3:3 (4:3 i. E.) | Figueirense FC       | 2:1      | 1:2       |
| AA Caldense             | 0:2             | Coritiba FC          | 0:2      | –         |
| Paysandu SC             | 4:4             | Sport Recife         | 2:1      | 2:3       |
| Cuiabá EC               | 2:5             | SC Internacional     | 1:1      | 1:4       |
| Chapecoense             | 2:3             | Ceará SC             | 1:2      | 1:1       |

### 3. Runde
Im Rückrundenspiel der Paarung ABC Natal gegen den EC Novo Hamburgo, wurde seitens Novo Hamburgo Spieler irregulär eingesetzt. Novo Hamburgo wurde der Sieg aberkannt und der ABC FC zog ins Achtelfinale ein.
|                  | Gesamt |                  | Hinspiel | Rückspiel |
| ---------------- | ------ | ---------------- | -------- | --------- |
| AA Ponte Preta   | 1:4    | CR Vasco da Gama | 0:2      | 1:2       |
| ABC Natal        | 1:2    | EC Novo Hamburgo | 1:0      | 0:2       |
| Londrina EC      | 2:3    | FC Santos        | 2:1      | 0:2       |
| Avaí FC          | 0:3    | SE Palmeiras     | 0:2      | 0:1       |
| América FC (RN)  | 5:4    | Fluminense FC    | 0:2      | 5:2       |
| SC Corinthians   | 4:1    | EC Bahia         | 3:0      | 0:1       |
| AA Santa Rita    | 4:3    | Santa Cruz FC    | 3:2      | 1:1       |
| CA Bragantino    | 4:3    | FC São Paulo     | 1:2      | 3:1       |
| Coritiba FC      | 3:2    | Paysandu SC      | 2:0      | 1:2       |
| SC Internacional | 2:5    | Ceará SC         | 1:2      | 1:3       |

### Klassifikation Copa Sudamericana
Nach Abschluss der zweiten Runde wurden die Mannschaften ermittelt, welche weiter in Copa Sudamericana 2014 spielen sollten und welche im Copa do Brasil ins Achtelfinale einzogen. In die Sudamericana zogen die besten Mannschaften aus den Meisterschaftsrunden 2014, aus Série A und Série B, welche in den ersten beiden Runden des Copa do Brasil bereits ausgeschieden waren. Dabei wurden in der Reihenfolge die Plätze 1 bis 16 aus der Série A gewertet, dann kamen die vier Besten aus der Série B und dann die 17 bis aus der Série A.
Sport Recife stand als Sieger des Copa do Nordeste als Teilnehmer an der Sudamericana bereits fest.
Atlético Mineiro als Sieger der Copa Libertadores 2013 und CR Flamengo als Titelverteidiger, waren automatisch für das Achtelfinale qualifiziert.
Qualifikationstabelle
| Rang | Verein                             | Punkte                      | Platzierung Brasileirão 2014  |
| ---- | ---------------------------------- | --------------------------- | ----------------------------- |
| 01.  | EC Vitória                         | 1. Runde ausgeschieden      | 5. Série A                    |
| 02.  | Goiás EC                           | 1. Runde ausgeschieden      | 6. Série A                    |
| 03.  | FC Santos                          | Achtelfinale Copa do Brasil | 7. Série A                    |
| 04.  | Atlético Mineiro                   | Achtelfinale Copa do Brasil | Sieger Copa Libertadores 2013 |
| 05.  | FC São Paulo                       | 3. Runde ausgeschieden      | 9. Série A                    |
| 06.  | SC Corinthians                     | Achtelfinale Copa do Brasil | 10. Série A                   |
| 07.  | Coritiba FC                        | Achtelfinale Copa do Brasil | 11. Série A                   |
| 08.  | EC Bahia                           | 3. Runde ausgeschieden      | 12. Série A                   |
| 09.  | SC Internacional                   | 3. Runde ausgeschieden      | 13. Série A                   |
| 10.  | Criciúma EC                        | 1. Runde ausgeschieden      | 14. Série A                   |
| 11.  | Fluminense FC                      | 3. Runde ausgeschieden      | 15. Série A                   |
| 12.  | CR Flamengo                        | Achtelfinale Copa do Brasil | Titelverteidiger              |
| 13.  | SE Palmeiras                       | Achtelfinale Copa do Brasil | 1. Série B                    |
| 14.  | Chapecoense                        | 2. Runde ausgeschieden      | 2. Série B                    |
| 15.  | Sport Recife                       | 2. Runde ausgeschieden      | Sieger Copa do Nordeste       |
| 16.  | Figueirense FC                     | 2. Runde ausgeschieden      | 4. Série B                    |
| 17.  | Associação Portuguesa de Desportos | 1. Runde ausgeschieden      | 17. Série A                   |
| 18.  | CR Vasco da Gama                   | Achtelfinale Copa do Brasil | 18. Série A                   |
| 19.  | AA Ponte Preta                     | 3. Runde ausgeschieden      | 19. Série A                   |
| 20.  | Náutico Capibaribe                 | 2. Runde ausgeschieden      | 20. Série A                   |

### Turnierplan ab Achtelfinale
Auslosung
Die Paarungen ab dem Achtelfinale wurden am 18. August 2014 ausgelost. Dabei wurden zwei Lostöpfe gebildet. In Topf A kamen die Qualifikanten aus der Copa Libertadores sowie die zwei besten Mannschaften aus dem Ranking des CBF. In Topf B kamen die restlichen acht Mannschaften. In beiden Töpfen wurden alle Klubs nach dem Ranking des CBF sortiert. Die Töpfe unterteilte man dann in vier Gruppen.
| Topf A                    | Topf B               |
| ------------------------- | -------------------- |
| Grêmio FBPA (1)           | FC Santos (9)        |
| SC Corinthians (2)        | SE Palmeiras (11)    |
| CR Flamengo (3)           | Coritiba FC (14)     |
| CR Vasco da Gama (4)      | Ceará SC (14)        |
| Cruzeiro EC (8)           | ABC Natal (29)       |
| Athletico Paranaense (10) | CA Bragantino (34)   |
| Botafogo FR (12)          | América FC (RN) (36) |
| Atlético Mineiro (15)     | AA Santa Rita (207)  |

Turnierplan
Nachdem es im Hinspiel zwischen Grêmio FBPA und dem FC Santos zu rassischsten Zwischenfällen durch die Fans von Grêmio kam, wurde der Klub zunächst vom weiteren Wettbewerb ausgeschlossen. Am 26. September nahm der CBF diese Entscheidung zurück und reduzierte die Strafe auf einen Abzug von drei Punkten. Nachdem Santos aus dem Hinspiel bereits drei Punkte hatte, konnte Grêmio diesen Rückstand nicht mehr aufholen und das Rückspiel fand nicht mehr statt.
Die Mannschaft, welche zuerst Heimrecht hatte, wird bei nachstehenden Paarungen zuerst genannt.
|  | Achtelfinale         | Achtelfinale     | Achtelfinale |                  |   | Viertelfinale | Viertelfinale | Viertelfinale |  |  | Halbfinale | Halbfinale | Halbfinale |  |  | Finale | Finale | Finale |
|  |                      |                  |              |                  |   |               |               |               |  |  |            |            |            |  |  |        |        |        |
|  | Grêmio FBPA          | 0                | 2            |                  |   |               |               |               |  |  |            |            |            |  |  |        |        |        |
|  | FC Santos            | -                | -            |                  |   |               |               |               |  |  |            |            |            |  |  |        |        |        |
|  | FC Santos            | -                | -            | Botafogo FR      | 2 | 0             |               |               |  |  |            |            |            |  |  |        |        |        |
|  |                      |                  |              | Botafogo FR      | 2 | 0             |               |               |  |  |            |            |            |  |  |        |        |        |
|  |                      | FC Santos        | 3            | 5                |   |               |               |               |  |  |            |            |            |  |  |        |        |        |
|  | Botafogo FR          | FC Santos        | 3            | 5                | 1 | 4             |               |               |  |  |            |            |            |  |  |        |        |        |
|  | Botafogo FR          |                  |              |                  | 1 | 4             |               |               |  |  |            |            |            |  |  |        |        |        |
|  | Ceará SC             | 2                | 3            |                  |   |               |               |               |  |  |            |            |            |  |  |        |        |        |
|  | Ceará SC             | 2                | 3            | Cruzeiro EC      | 1 | 3             |               |               |  |  |            |            |            |  |  |        |        |        |
|  |                      |                  |              |                  |   |               |               |               |  |  |            |            |            |  |  |        |        |        |
|  |                      | FC Santos        | 0            | 3                |   |               |               |               |  |  |            |            |            |  |  |        |        |        |
|  | Cruzeiro EC          | FC Santos        | 0            | 3                | 5 | 2             |               |               |  |  |            |            |            |  |  |        |        |        |
|  | Cruzeiro EC          |                  |              |                  | 5 | 2             |               |               |  |  |            |            |            |  |  |        |        |        |
|  | AA Santa Rita        | 0                | 1            |                  |   |               |               |               |  |  |            |            |            |  |  |        |        |        |
|  | AA Santa Rita        | 0                | 1            | Cruzeiro EC      | 1 | 2             |               |               |  |  |            |            |            |  |  |        |        |        |
|  |                      |                  |              | Cruzeiro EC      | 1 | 2             |               |               |  |  |            |            |            |  |  |        |        |        |
|  |                      | ABC Natal        | 0            | 3                |   |               |               |               |  |  |            |            |            |  |  |        |        |        |
|  | Vasco                | ABC Natal        | 0            | 3                | 1 | 1             |               |               |  |  |            |            |            |  |  |        |        |        |
|  | Vasco                |                  |              |                  | 1 | 1             |               |               |  |  |            |            |            |  |  |        |        |        |
|  | ABC Natal            | 1                | 2            |                  |   |               |               |               |  |  |            |            |            |  |  |        |        |        |
|  | ABC Natal            | 1                | 2            | Atlético Mineiro | 2 | 1             |               |               |  |  |            |            |            |  |  |        |        |        |
|  |                      |                  |              |                  |   |               |               |               |  |  |            |            |            |  |  |        |        |        |
|  |                      | Cruzeiro EC      | 0            | 0                |   |               |               |               |  |  |            |            |            |  |  |        |        |        |
|  | Coritiba FC          | Cruzeiro EC      | 0            | 0                | 3 | 0 (2)         |               |               |  |  |            |            |            |  |  |        |        |        |
|  | Coritiba FC          |                  |              |                  | 3 | 0 (2)         |               |               |  |  |            |            |            |  |  |        |        |        |
|  | CR Flamengo          | 0                | 3 (3)        |                  |   |               |               |               |  |  |            |            |            |  |  |        |        |        |
|  | CR Flamengo          | 0                | 3 (3)        | América FC (RN)  | 0 | 0             |               |               |  |  |            |            |            |  |  |        |        |        |
|  |                      |                  |              | América FC (RN)  | 0 | 0             |               |               |  |  |            |            |            |  |  |        |        |        |
|  |                      | CR Flamengo      | 1            | 1                |   |               |               |               |  |  |            |            |            |  |  |        |        |        |
|  | América FC (RN)      | CR Flamengo      | 1            | 1                | 3 | 0             |               |               |  |  |            |            |            |  |  |        |        |        |
|  | América FC (RN)      |                  |              |                  | 3 | 0             |               |               |  |  |            |            |            |  |  |        |        |        |
|  | Athletico Paranaense | 0                | 2            |                  |   |               |               |               |  |  |            |            |            |  |  |        |        |        |
|  | Athletico Paranaense | 0                | 2            | CR Flamengo      | 2 | 1             |               |               |  |  |            |            |            |  |  |        |        |        |
|  |                      |                  |              |                  |   |               |               |               |  |  |            |            |            |  |  |        |        |        |
|  |                      | Atlético Mineiro | 0            | 4                |   |               |               |               |  |  |            |            |            |  |  |        |        |        |
|  | Palmeiras São Paulo  | Atlético Mineiro | 0            | 4                | 0 | 0             |               |               |  |  |            |            |            |  |  |        |        |        |
|  | Palmeiras São Paulo  |                  |              |                  | 0 | 0             |               |               |  |  |            |            |            |  |  |        |        |        |
|  | Atlético Mineiro     | 1                | 2            |                  |   |               |               |               |  |  |            |            |            |  |  |        |        |        |
|  | Atlético Mineiro     | 1                | 2            | SC Corinthians   | 2 | 1             |               |               |  |  |            |            |            |  |  |        |        |        |
|  |                      |                  |              | SC Corinthians   | 2 | 1             |               |               |  |  |            |            |            |  |  |        |        |        |
|  |                      | Atlético Mineiro | 0            | 4                |   |               |               |               |  |  |            |            |            |  |  |        |        |        |
|  | CA Bragantino        | Atlético Mineiro | 0            | 4                | 1 | 1             |               |               |  |  |            |            |            |  |  |        |        |        |
|  | CA Bragantino        |                  |              |                  | 1 | 1             |               |               |  |  |            |            |            |  |  |        |        |        |
|  | SC Corinthians       | 0                | 3            |                  |   |               |               |               |  |  |            |            |            |  |  |        |        |        |

## Finalspiele

### Hinspiel
| Atlético Mineiro                                            | Atlético Mineiro | Cruzeiro EC | Cruzeiro EC |
| ----------------------------------------------------------- | --- | --- | ----------- |
| Atlético Mineiro                                            | \| 12. November 2014 in Belo Horizonte (Estádio Independência) \| \| Ergebnis: 2:0 (1:0) \| \| Zuschauer: 18.578 \| \| Schiedsrichter: Marcelo de Lima Henrique \| \| Spielbericht \| | \| 12. November 2014 in Belo Horizonte (Estádio Independência) \| \| Ergebnis: 2:0 (1:0) \| \| Zuschauer: 18.578 \| \| Schiedsrichter: Marcelo de Lima Henrique \| \| Spielbericht \| | Cruzeiro EC |
| Atlético Mineiro                                            | 01 Victor 02 Marcos Rocha 03 Leonardo Silva 35 Jemerson 94 Douglas Santos 08 Leandro Donizete 28 Josué 86′ 23 Jesús Dátolo 27 Luan 69. 13 Carlos 09 Diego Tardelli Reserve 05 Pierre 06 Edcarlos 16 Pedro Botelho 18 Rafael Carioca 22 Marion 69. 31 Dodô 40 Uilson 41 Paulinho 43 Tiago Pagnussat 87 Giovanni 95 Eduardo Cheftrainer: Levir Culpi | 01 Fábio 22 Mayke 03 Léo 04 Bruno Rodrigo 21 Miguel Samudio 91′ 16 Lucas Silva 46. 08 Henrique 17 Éverton Ribeiro 61. 28 Ricardo Goulart 69. 25 Willian 18 Marcelo Moreno Reserve 02 Marcos Ceará 06 Egídio 10 Júlio Baptista 61. 11 Dagoberto 69. 15 Willian Farias 19 Nilton 46. 23 Marlone 30 Alex 32 Elisson 33 Manoel Cheftrainer: Marcelo Oliveira | Cruzeiro EC |
| Atlético Mineiro                                            | 1:0 Luan (8.) 2:0 Jesús Dátolo (58.) | | Cruzeiro EC |
| 12. November 2014 in Belo Horizonte (Estádio Independência) | | |             |
| Ergebnis: 2:0 (1:0)                                         | | |             |
| Zuschauer: 18.578                                           | | |             |
| Schiedsrichter: Marcelo de Lima Henrique                    | | |             |
| Spielbericht                                                | | |             |

### Rückspiel
| Cruzeiro EC                                                              | Cruzeiro EC | Atlético Mineiro | Atlético Mineiro |
| ------------------------------------------------------------------------ | --- | --- | ---------------- |
| Cruzeiro EC                                                              | \| 26. November 2014 in Belo Horizonte (Estádio Governador Magalhães Pinto) \| \| Ergebnis: 0:1 (0:1) \| \| Zuschauer: 39.786 \| \| Schiedsrichter: Luiz Flávio de Oliveira \| \| Spielbericht \| | \| 26. November 2014 in Belo Horizonte (Estádio Governador Magalhães Pinto) \| \| Ergebnis: 0:1 (0:1) \| \| Zuschauer: 39.786 \| \| Schiedsrichter: Luiz Flávio de Oliveira \| \| Spielbericht \| | Atlético Mineiro |
| Cruzeiro EC                                                              | 01 Fábio 02 Marcos Ceará 77. 03 Léo 04 Bruno Rodrigo 74′ 06 Egídio 83′ 19 Nilton 08 Henrique 46. 17 Éverton Ribeiro 28 Ricardo Goulart 25 Willian 18′ 61. 18 Marcelo Moreno Reserve 10 Júlio Baptista 77. 11 Dagoberto 61. 15 Willian Farias 46. 16 Lucas Silva 21 Miguel Samudio 23 Marlone 30 Alex 3 Eurico 32 Elisson 33 Manoel 35 Neílton Cheftrainer: Marcelo Oliveira | 01 Victor 02 Marcos Rocha 03 Leonardo Silva 28′ 35 Jemerson 94 Douglas Santos 08 Leandro Donizete 83′ 18 Rafael Carioca 9′ 69. 23 Jesús Dátolo 75′ 27 Luan 30. 31′ 13 Carlos 09 Diego Tardelli 83. Reserve 04 Réver 05 Pierre 69. 16 Pedro Botelho 20 Alex Silva 22 Marion 31 Dodô 40 Uilson 43 Tiago Pagnussat 70 Maicosuel 30. 45′ 87 Giovanni 95 Eduardo 83. Cheftrainer: Levir Culpi | Atlético Mineiro |
| Cruzeiro EC                                                              | 0:1 Diego Tardelli (45.+2') | | Atlético Mineiro |
| 26. November 2014 in Belo Horizonte (Estádio Governador Magalhães Pinto) | | |                  |
| Ergebnis: 0:1 (0:1)                                                      | | |                  |
| Zuschauer: 39.786                                                        | | |                  |
| Schiedsrichter: Luiz Flávio de Oliveira                                  | | |                  |
| Spielbericht                                                             | | |                  |

## Die Meistermannschaft
| 1. | Atlético Mineiro |
|    | - Tor: Victor, Uilson, Giovanni - Abwehr: Marcos Rocha, Réver, Jemerson, Emerson, Tiago Pagnussat, Leonardo Silva, Edcarlos, Pedro Botelho, Alex Silva, Douglas Santos - Mittelfeld: Leleu, Leandro Donizete, Guilherme, Pierre, Claudinei, Rafael Carioca, Jesús Dátolo, Josué, Dodô, Maicosuel, Eduardo - Angriff: Diego Tardelli, Carlos, Marion, Luan, André, Jô, Cesinha |

## Torschützenliste
| Pl. | Nat.        | Spieler         | Verein           | Tore   |
| --- | ----------- | --------------- | ---------------- | ------ |
| 1   | Brasilianer | Bill            | Ceará SC         | 6 Tore |
| 1   | Brasilianer | Gabriel Barbosa | Santos           | 6 Tore |
| 1   | Brasilianer | Léo Gamalho     | Santa Cruz FC    | 6 Tore |
| 4   | Brasilianer | Robinho         | Santos           | 5 Tore |
| 4   | Brasilianer | Luan            | Atlético Mineiro | 5 Tore |

## Zuschauer

### Meistbesuchte Spiele
| Pl. | Anzahl | Heim             | Ergebnis | Gast             | Stadion  | Datum             | Spieltag                |
| --- | ------ | ---------------- | -------- | ---------------- | -------- | ----------------- | ----------------------- |
| 01  | 46.859 | Ceará SC         | 3:1      | Internacional    | Castelão | 13. August 2014   | 3. Runde Rückspiel      |
| 02  | 41.352 | Atlético Mineiro | 4:1      | Flamengo         | Mineirão | 5. November 2014  | Halbfinale Rückspiel    |
| 03  | 40.909 | Flamengo         | 2:0      | Atlético Mineiro | Maracanã | 29. Oktober 2014  | Halbfinale Hinspiel     |
| 04  | 40.189 | Resende FC       | 0:0      | Vasco            | Amazônia | 3. April 2014     | 1. Runde Hinspiel       |
| 05  | 39.786 | Cruzeiro EC      | 0:1      | Atlético Mineiro | Mineirão | 26. November 2014 | Finale Rückspiel        |
| 06  | 37.794 | Ceará SC         | 3:4      | Botafogo FR      | Castelão | 3. September 2014 | Achtelfinale Rückspiel  |
| 07  | 37.760 | Flamengo         | 1:0      | América FC (RN)  | Maracanã | 15. Oktober 2014  | Viertelfinale Rückspiel |
| 08  | 35.773 | Nacional FC (AM) | 0:3      | Corinthians      | Amazônia | 30. April 2014    | 2. Runde Hinspiel       |
| 09  | 32.640 | Atlético Mineiro | 4:1      | Corinthians      | Mineirão | 15. Oktober 2014  | Viertelfinale Rückspiel |
| 10  | 28.820 | CA Bragantino    | 1:0      | Corinthians      | Pantanal | 27. August 2014   | Achtelfinale Hinspiel   |

### Wenigsten besuchten Spiele
| Pl. | Anzahl | Heim               | Ergebnis | Gast            | Stadion          | Datum          | Spieltag           |
| --- | ------ | ------------------ | -------- | --------------- | ---------------- | -------------- | ------------------ |
| 01  | 142    | Lagarto FC         | 0:1      | Santa Cruz FC   | Mendonção        | 9. April 2014  | 1. Runde Hinspiel  |
| 02  | 233    | Boavista SC        | 1:2      | América FC (RN) | Elcyrzão         | 2. April 2014  | 1. Runde Hinspiel  |
| 03  | 236    | Náutico Capibaribe | 2:0      | América FC (RN) | Arena Pernambuco | 13. Mai 2014   | 2. Runde Rückspiel |
| 04  | 240    | AA Santa Rita      | 2:0      | ACD Potiguar    | Olival Elias     | 24. April 2014 | 2. Runde Hinspiel  |
| 05  | 245    | Malucelli          | 1:1      | EC Vitória      | Ecoestádio       | 19. März 2014  | 1. Runde Hinspiel  |
| 06  | 246    | Novo Hamburgo      | 1:0      | Joinville EC    | Estádio do Vale  | 9. April 2014  | 1. Runde Hinspiel  |
| 07  | 318    | Juazeiro SC        | 0:2      | Tupi FC         | Adautão          | 12. März 2014  | 1. Runde Hinspiel  |
| 08  | 324    | Náutico FC         | 1:4      | Ponte Preta     | Ribeirão         | 12. März 2014  | 1. Runde Hinspiel  |
| 09  | 370    | Novo Hamburgo      | 1:0      | Malucelli       | Estádio do Vale  | 1. Mai 2014    | 2. Runde Hinspiel  |
| 10  | 373    | Rondonópolis EC    | 2:2      | CRB             | Caldeirão        | 13. März 2014  | 1. Runde Hinspiel  |